# クラレンドン法典

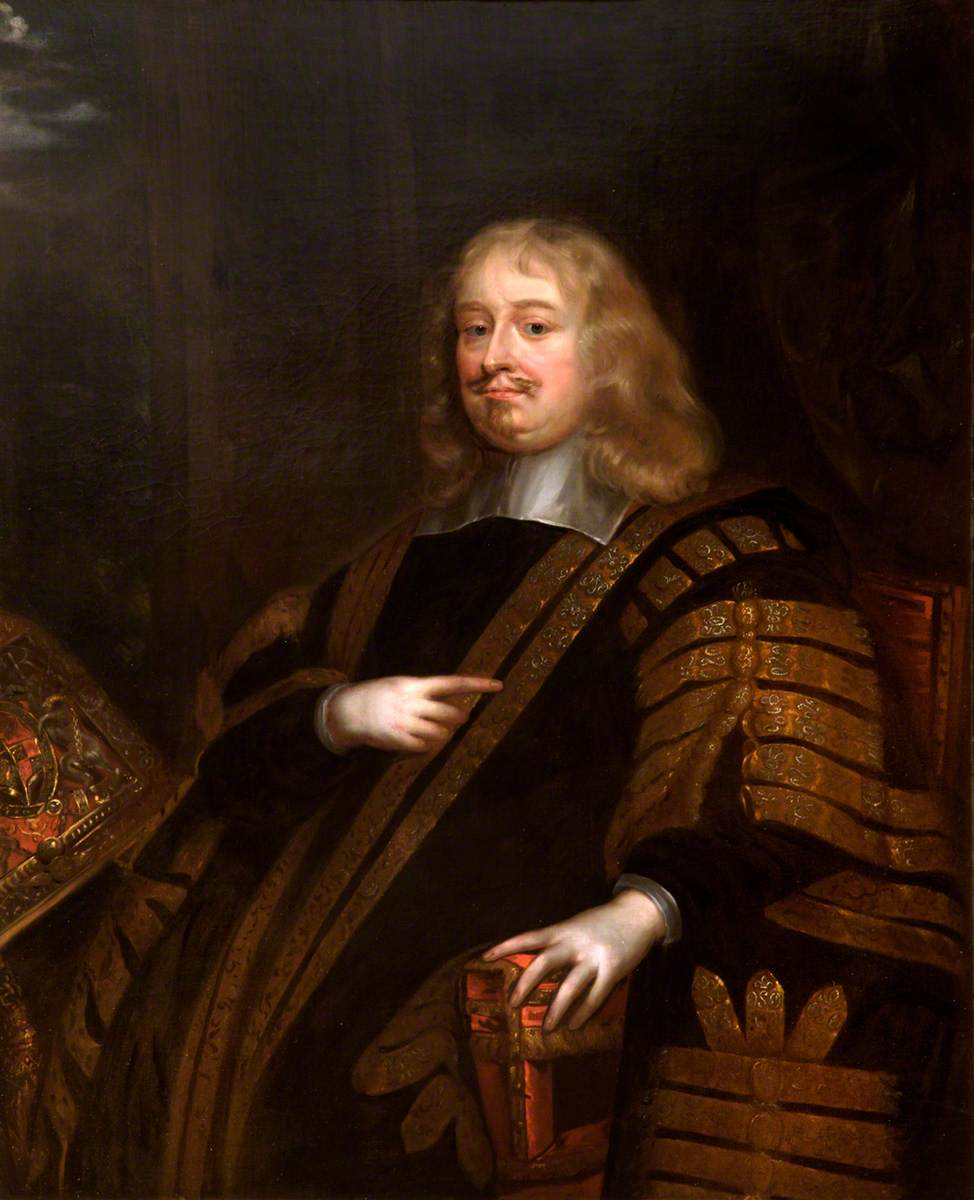
法案の名前の由来であるクラレンドン伯爵エドワード・ハイド

クラレンドン法典あるいはクラレンドン法（英: Clarendon Code）とは、ステュアート朝による王政復古後のイングランドで成立した非国教徒抑圧のための一連の立法。この法典は地方自治体法（英: Corporation Act、1661年）・統一法（英: Act of Uniformity、1662年）・コンヴェンティクル法（英: Conventicle Act、1664年）・5マイル法（英: Five Mile Act、1665年）の4つの法から成り立っている。
当時政府の中心的人物であったクラレンドン伯爵エドワード・ハイドにちなみ、「クラレンドン法典」と呼ばれる。ただし彼はこうした不寛容的政策には批判的で実際の推進者は議会内の保守的国教徒だった。

## 概要
清教徒革命（1642年 - 1660年）と排除法危機（1680年前後）の間は、イングランド近世史上の保守反動の時期にあたる。このうち前半がクラレンドン伯を軸とする時期、後半がCABALとよばれた5人の政治家による支配の時期である。クレランドン法典は、保守反動前半の象徴的存在である。
クラレンドン法典は王政復古後の反動的な議会により制定された非国教徒を抑圧する内容の一連の法令で、当初は長老派を対象に、後に王権がカトリックに接近すると、カトリック教徒を対象とした。一連の法令で、イングランド国内にはディセンター（"dissenter"）と呼ばれる異端的な非国教徒が出現することとなった。

## 地方自治体令（1661年）
地方自治体令（英:Corporation Act）とは、1661年にイングランド議会で制定された条例。立法の目的はイングランドの公職をイングランド国教会の信徒に制限するところにあった。
チャールズ・バトラーの『イングランドにおける反カトリック法についての概説』（"Historical Account of the Laws against the Roman Catholics of England"）によれば、「カトリック刑罰法」（"Penal law"）の1つとして列挙されている。しかしながら、この法令は直接的には長老派を対象としており、その目的はカトリック弾圧に限られているわけではなかった。
この法令は1661年、王政復古後の年の12月にチャールズ2世によって成立した。当時の議会は王党派によって掌握されていたので、完全に反動的であった（「騎士議会」）。王党派はイングランドを清教徒革命以前の状態に戻すためにあらゆる手段を講じようとした。チャールズ2世や政権を担当していたクラレンドン伯は、必要以上に反動的な議会の要求に対しては、それを抑止する姿勢を取った。しかしながら、地方自治体令の成立は、クラレンドン伯が長老派を抑圧しようとしていることを示した。長老派は当時、地方都市や村落で影響力を持っており、地方の自治機関の役員を多く占め、間接的に議会に影響力を持った。この法令は地方の自治機関の役員を国教徒に限ることを定めて、地方の長老派をそっくり国教徒にすげかえることを目指したものであった。
条例によって、12ヶ月以内にイギリス国教会の儀礼に遵って聖餐のサクラメントを受けていない者は、地方の自治機関の役員に選出されることができないと法的に定められた。自治機関の役員は王権と国家に対する忠誠を宣誓して、受動的服従の教義への信頼と、「厳粛な同盟と契約」（Solemn League and Covenant）を捨てることを誓わされた。
これらが満たされない場合、選出は無効とされた。この法令に類似したものとしては12年後に定められた審査法（"Test Act"）が知られる。この法令は軍隊を含むすべての公職から非国教徒を追放するものであった。
これら2つの法令はやがてカトリック教徒に対する差別が強まると、彼らを公的な場から閉め出す刑法典の主要を占めるようになった。後の時代になると、若干名の非国教徒のプロテスタントが軍の要職を得たが、これらの人々のためにしばしば大赦令（"An Act of Free and General Pardon, Indemnity, and Oblivion"）が出された。しかしカトリック教徒がこの大赦令の恩恵を求めると、チャールズ2世がカトリック信仰を復活しようとしているのではないかと議会は疑い、拒絶した。
地方自治体令は、18世紀にいたってもまだ名目上は効力を有していた。この法令が撤廃されたのはカトリック解放令直前の1828年のことだった。

## 統一令（1662年）
統一令（英:Act of Uniformity）とは、1662年にイングランド議会で制定された条例。これによりイングランド内の全ての聖職者と学校の教師は、聖公会祈祷書の承認を義務づけられ、すべての儀式と式典で聖公会祈祷書が使用されるべきことを定めた。この結果2000人もの聖職者がこれを拒絶して職を去った。これは「大追放」（"Great Ejection"）と呼ばれた。
審査律と地方自治体令によって、軍人を含むすべての公職から非国教徒は閉め出された。また、非国教徒はケンブリッジ大学とオックスフォード大学での学位取得が不可能になった。
統一令は議会を規定する法であり、一般の祈りの形式、サクラメントの執行とイングランドの英国国教会の諸々の儀式を定めたものだった。その条項は、統一令修正条令（1872年）によって修正された。

## コンヴェンティクル条令（1664年）
コンヴェンティクル条令（英:Conventicle Act）とは、1664年にイングランド議会で制定された条例。非国教徒は5人以上集まって宗教的な集会をおこなうことが禁じられた。このような非国教徒による非合法な集会をコンヴェンティクルと呼んだ。この法令は非国教徒を弾圧し、国教会の地位を向上させるクラレンドン伯の計画の一環であった。この法令によって実現されたことは、国民盟約派のような非国教徒を国教の新たな教区として受け入れることよりはむしろ、これら非国教徒の教区を排除することだった。4回この条例に違反すると、西インド諸島に送られて7年間苦役に就かされた。結局非国教徒を「山中の説教」（"A sermon in the mountains"）に追いやる結果となった。このような秘密礼拝集会は、政府や社会秩序にとって大きな問題となった。
この法律はチャールズ2世の「特免権」（"Royal Declaration of Indulgence"、1672年）でいくぶん緩和され、王の承認があれば刑法の規定を停止して、非国教徒の教会を建設し、非国教の聖職者を置くことが認められるとした。

## 5マイル条令（1665年）
5マイル条令もしくはオックスフォード条令（英:Five Mile Act or Oxford Act）は1665年にイングランド議会で制定された条例である。長い名称では「地方自治体に非国教徒が居住するのを制止するための条令」（"An Act for restraining Non-Conformists from inhabiting in Corporations"）という。確立された国教会と社会の一体性を強めようとした、「カトリック罰則法」（"Penal law"）の一つであった。この法令によって非国教徒の聖職者は、王に決して抵抗しないという宣誓をするか、教会または国を変えない限り、彼らを締め出した教区の5マイル（8km）以内に居住することを禁じられた。